# Journal for Plague Lovers
Journal for Plagued Lovers är rockgruppen Manic Street Preachers nionde studioalbum. Det släpptes den 18 maj 2009. Albumet innehåller texter skrivna av Richey Edwards som försvann mystiskt första februari 1995. Albumets omslag är en målning av Jenny Saville.
Albumet finns tillgängligt på CD, deluxe dubbel-CD, för nedladdning och på LP. Deluxeversionen inkluderar en andra CD med demoversioner på alla tretton spåren från albumet och ett 36-sidigt booklet som innehåller Richey Edwards handskrivna texter och konstverk. Den japanska versionen av albumet släpptes 13 maj 2009 och innehåller två exklusiva bonusspår. Nedladdningsversionen av albumet innehåller även en remix på titelspåret av The New Young Pony Club.
Spåret "Peeled Apples" spelades första gången på Zane Lowes show på BBC Radio 1 den 25 mars 2009. Nicky Wire meddelade i en intervju med Lowe att inga singlar från albumet skulle släppas.
Fyra stora engelska butikskedjor censurerar albumets omslag och säljer den i tomma fodral. Bandets frontfigur och gitarrist James Dean Bradfield har i en intervju kallat censuren "ytterst bisarr" och kommenterat: "Man kan ha snygga glänsande rumpor och vapen överallt i butikerna på omslagen av tidningar och CD, men när man visar ett konstverk blir folk tokiga."

## Låtlista
1. "Peeled Apples" - 3:32
2. "Jackie Collins Existential Question Time" - 2:24
3. "Me and Stephen Hawking" - 2:46
4. "This Joke Sport Severed" - 3:03
5. "Journal for Plague Lovers" - 3:45
6. "She Bathed Herself in a Bath of Bleach" - 2:17
7. "Facing Page: Top Left" - 2:40
8. "Marlon J.D." - 2:50
9. "Doors Closing Slowly" - 2:51
10. "All Is Vanity" - 3:34
11. "Pretension/Repulsion" - 2:04
12. "Virginia State Epileptic Colony" - 3:24
13. "William's Last Words" - 10:48 (Innehåller det dolda spåret "Bag Lady".)